# John Jacob Astor III
John Jacob Astor III[1] (10 tháng 6 năm 1822 — 22 tháng 2 năm 1890) là một nhà tài chính, nhà từ thiện Mỹ, và một thành viên nổi bật của gia đình Astor. Ông là con trai cả của nhà kinh doanh bất động sản William Backhouse Astor, Sr. (1792-1875) và Margaret Rebecca Armstrong (1800-1872), một người cháu của nhà thơ John Jacob Astor, Jr. (1791-1869), và một cháu trai của nhà buôn lông thú John Jacob Astor (1763-1848), Sarah Cox Todd (1761-1834), Thượng nghị sĩ John Armstrong, Jr. (1758-1843) và Alida Livingston (1761-1822) của gia đình Livingston. John Jacob III trở thành thành viên giàu có của gia đình Astor trong thế hệ của ông và người sáng lập của các chi nhánh ở Anh của gia đình Astor. Em trai của ông là nhà kinh doanh William Backhouse Astor, Jr. (1829-1892) là tộc trưởng của nam giới dòng của diễn viên người Mỹ.

## Thời trẻ
Astor học tại Đại học Columbia và Đại học Göttingen, sau đó ông học ở Trường luật Harvard. Ông đã hành nghề luật một năm, đủ tiêu chuẩn để hỗ trợ quản lý kinh doanh bất động sản của gia đình, một nửa trong số đó sau này thuộc về ông. Cơ sở này dựa trên việc ông nội ông đạt được sự độc quyền trong việc buôn bán lông thú nhiều lợi nhuận trong những năm đầu thế kỷ XIX.